# ラグナ・ビーチ (カリフォルニア州)
ラグナ・ビーチ（英: Laguna Beach）は、アメリカ合衆国カリフォルニア州のオレンジ郡にある都市。富裕層に人気の高い高級ビーチ・リゾートである。ニューポートビーチの隣に位置し、美しい海岸沿いの岩壁には高級ホテルが立地する。人口は2万3032人（2020年）。ロサンゼルスとサンディエゴを結ぶ州間高速道路5号線は内陸部を通っているため、比較的静かな環境が保たれている。
MTVのリアリティ番組『ラグナ・ビーチ』の舞台である。

北ラグーナ
エメラルドベイ
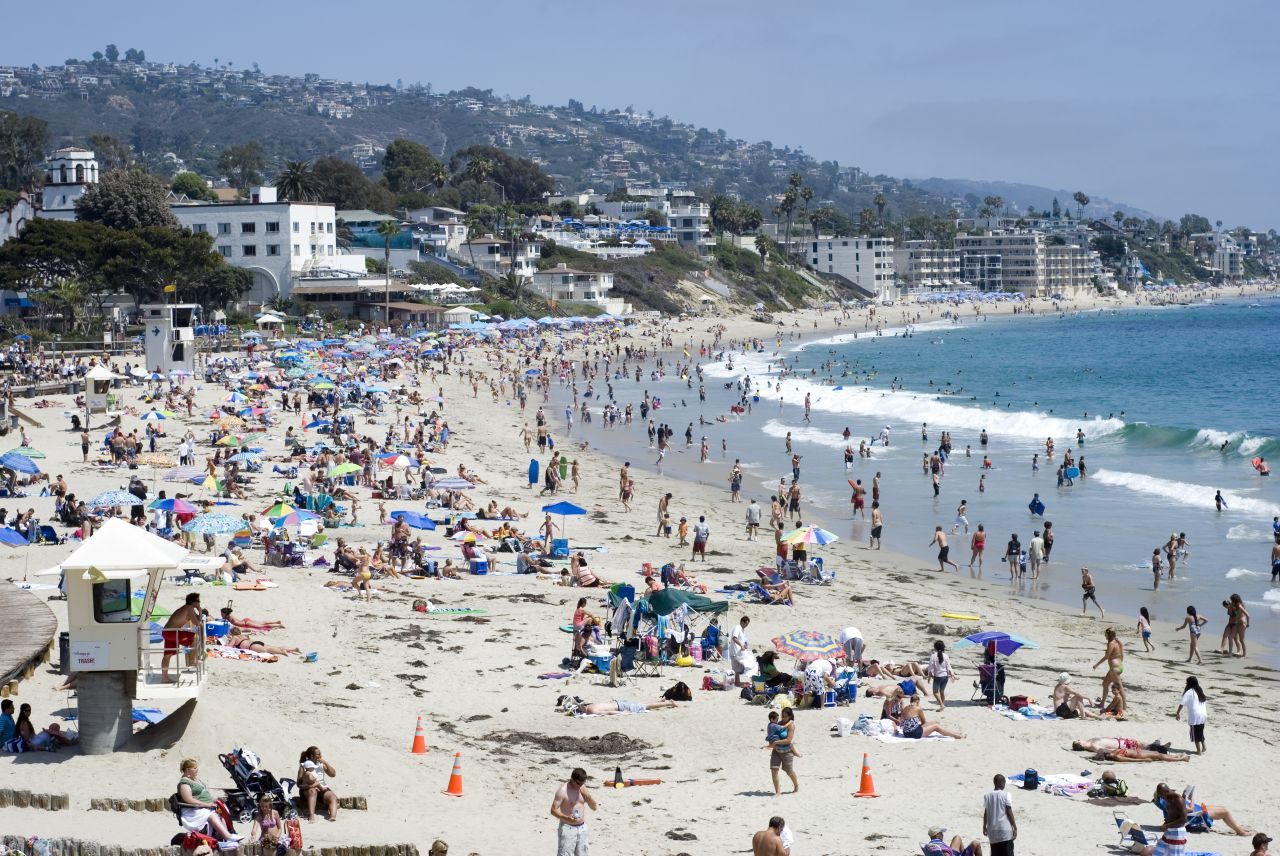
観光客で賑わうビーチ